# Cobitidae
Famille
Genres de rang inférieur
- Liste des genres[1]
- Acantopsis
- Aperioptus[2]
- Bibarba
- Canthophrys
- Cobitis
- Iksookimia
- Kichulchoia
- Koreocobitis
- Kottelatlimia
- Lepidocephalichthys
- Lepidocephalus
- Microcobitis
- Misgurnus
- Neoeucirrhichthys
- Niwaella
- Pangio
- Paralepidocephalus
- Paramisgurnus
- Protocobitis
- Sabanejewia
- Theriodes

Les loches ou Cobitidés (Cobitidae) forment une famille de poissons d'eau douce appartenant à l'ordre des Cypriniformes. Selon le Muséum américain d'histoire naturelle, l'espèce Pangio longimanus est le plus petit des cobitidés.
Les Cobitidae, regroupant des espèces dites « vraies » loches, sont une famille de poissons d'eau douce du Vieux Monde (Afrique, Europe, Asie). Ils se rencontrent dans toute l'Eurasie et au Maroc, et habitent les écosystèmes fluviaux. Aujourd'hui, la plupart des « loches » sont placés dans d'autres familles. Cette dernière comprend environ 260 espèces décrites. De nouvelles espèces sont régulièrement décrites,.

## Description et écologie

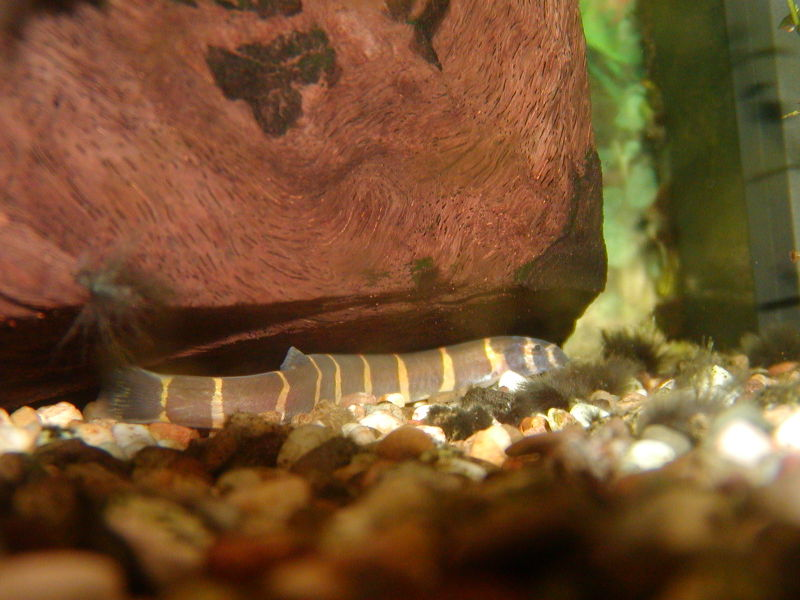
Pangio kuhlii

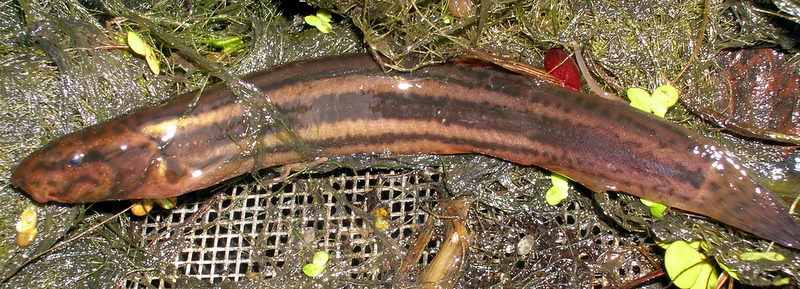
Misgurnus fossilis

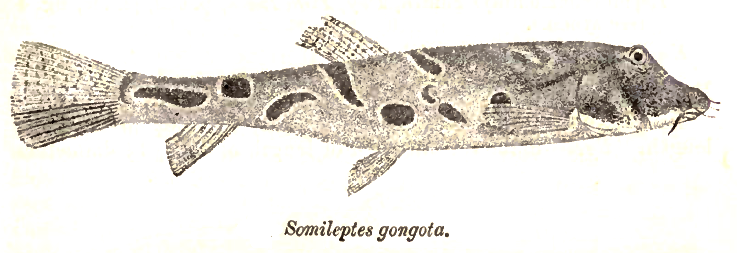
Canthophrys gongota

Les formes de corps des Cobitidae ont tendance à être vermiculaire, en forme de ver, long et mince. La plupart des « vraie » loches ne disposent pas de véritables écailles, et comme beaucoup d'autres Cypriniformes et autres poissons-chats, ils ont des barbillons sur la gueule (habituellement de trois à six paires). Quelques autres traits typiquement trouvés dans cette famille sont, une petite bouche dirigée vers le bas - une gueule adaptée à leur mode de vie benthique de balayage des substrats de fond - un aiguillon érectile en dessous de l'œil, et un pharynx (gorge) garnie d’une seule rangée de dents.
Les « vraie » loches sont pour la plupart des charognards et sont omnivores, généralement pas très pointilleux sur leur nourriture. Ils peuvent manger des crustacés aquatiques, des insectes et autres petits invertébrés, ainsi que des morceaux de détritus organiques. Beaucoup vivent dans des eaux eutrophes, de qualité généralement médiocre et se nourrissent de vers Tubifex et benthos similaires associées à ces habitats. Certaines de ces loches se sont adaptées à de faibles niveaux d'oxygénations, dans les rivières ou les étangs boueux chauds et sales en étant capable d'avaler de l'oxygène atmosphérique. Certaines espèces, en particulier des genres Cobitis et surtout Misgurnus, sont sensibles à l'évolution de la pression d'air. Ils changent leur comportement en conséquence. Comme ces changements d’activités sont généralement en rapport avec le climat, ils sont communément appelés « loches météorologiques » (« weatherfishes » en anglais).
Certains Cobitidae ont été introduites dans des pays étrangers, où ils peuvent poser des problèmes à la faune locale comme espèces envahissantes. D'autres « vraie » loches, beaucoup des espèces migratrices, ont été gravement touchés par la destruction de leurs habitats, la pollution chimique et la construction de barrages, et sont aujourd’hui considérés comme espèces menacées. Certaines de ses espèces migratrices sont  également populaires en aquariophilie, mais sont très difficiles à élever en captivités et avec la surpêche et l’épuisement des stocks, alors qu’autrefois ses espèces étaient très courantes dans plusieurs cas.

## Utilisation par l’homme
Certaines « vraie » loches sont populaires comme poisson de consommation dans les pays asiatiques tels que le Japon. Ceux-ci sont d'une importance dans les pêcheries ou élevés dans l’aquaculture. Les petites espèces peuvent parfois être prises pour appât.

### En aquariophilie
Beaucoup des espèces les plus colorées sont populaires auprès des aquariophiles d'eau douce. Certaines espèces de Cobitidae sont souvent rencontrées dans le commerce comme les jardineries traditionnelles Misgurnus anguillicaudatus, Acantopsis choirorhynchos.

## Galerie

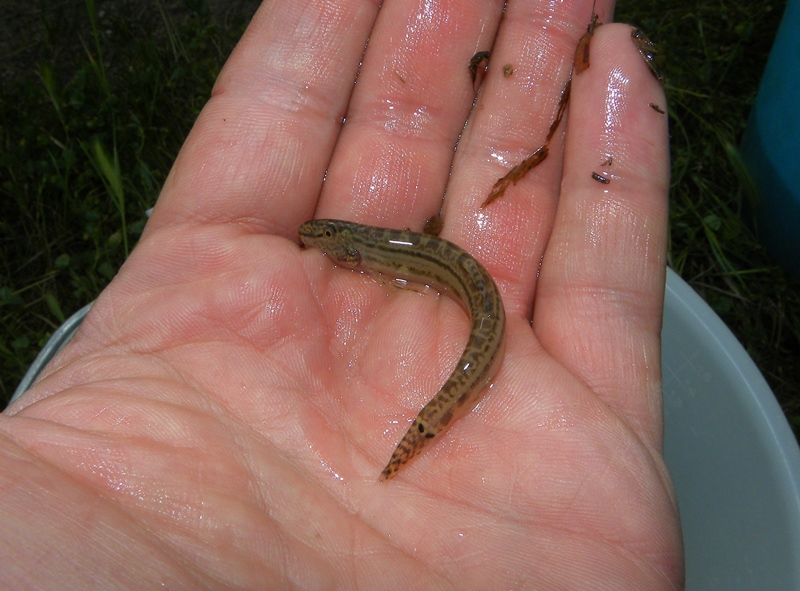
Cobitis bilineata
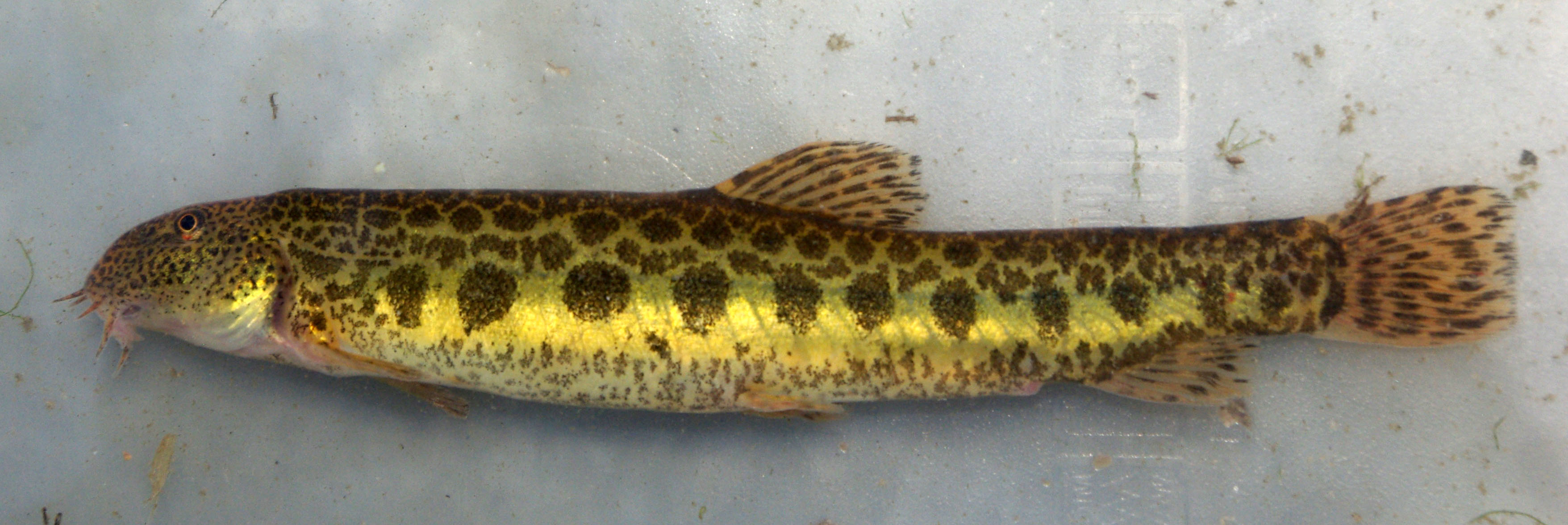
Cobitis paludica
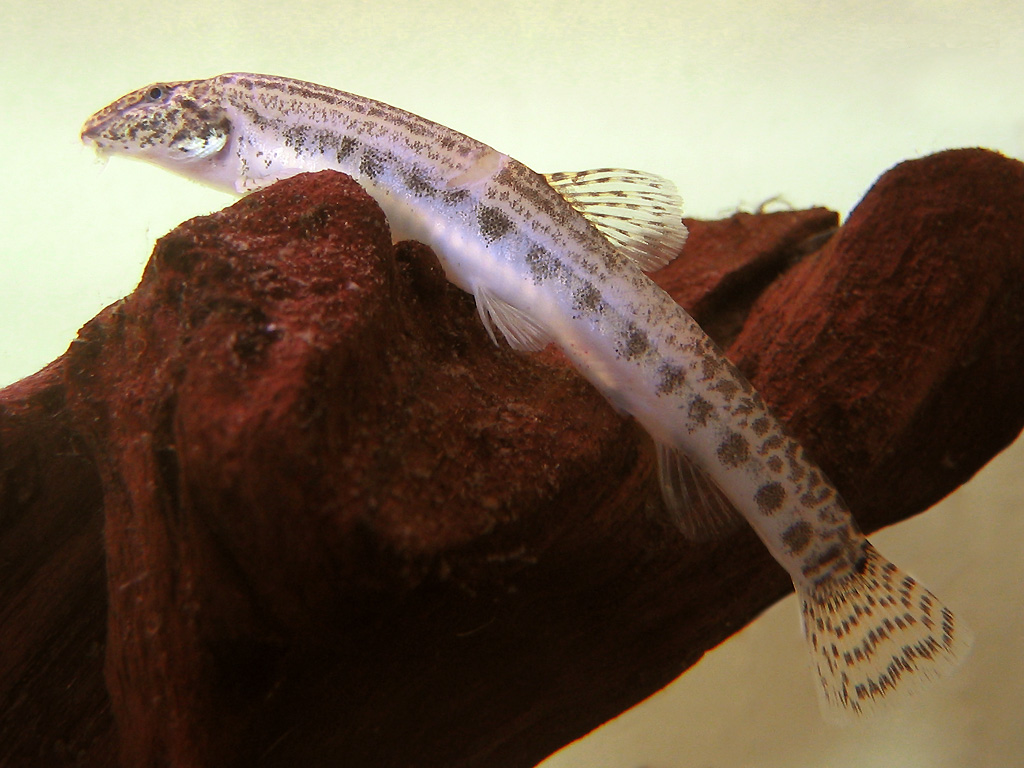
Cobitis taenia
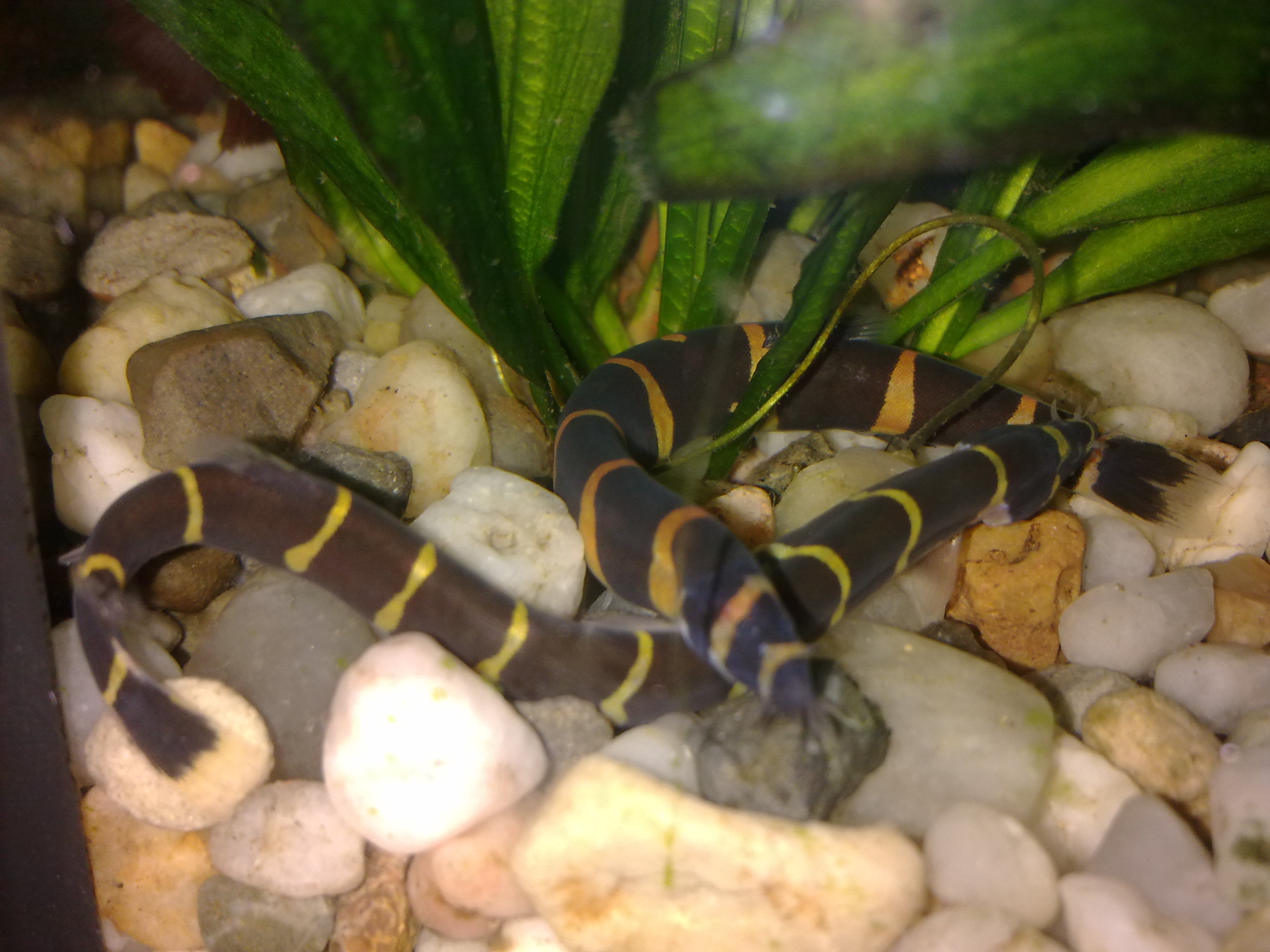
Pangio kuhlii
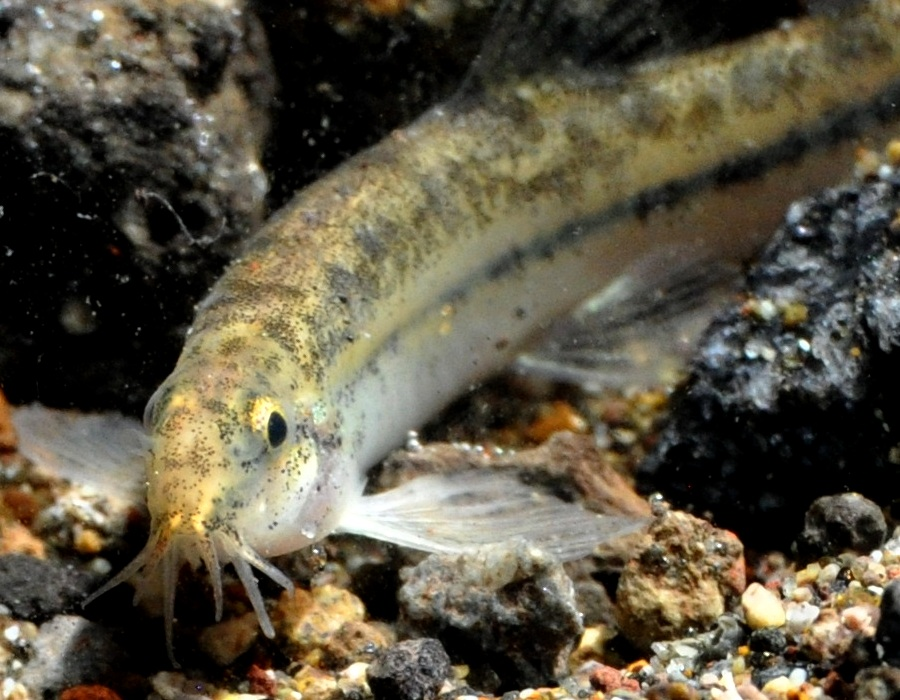
Lepidocephalichthys hasselti
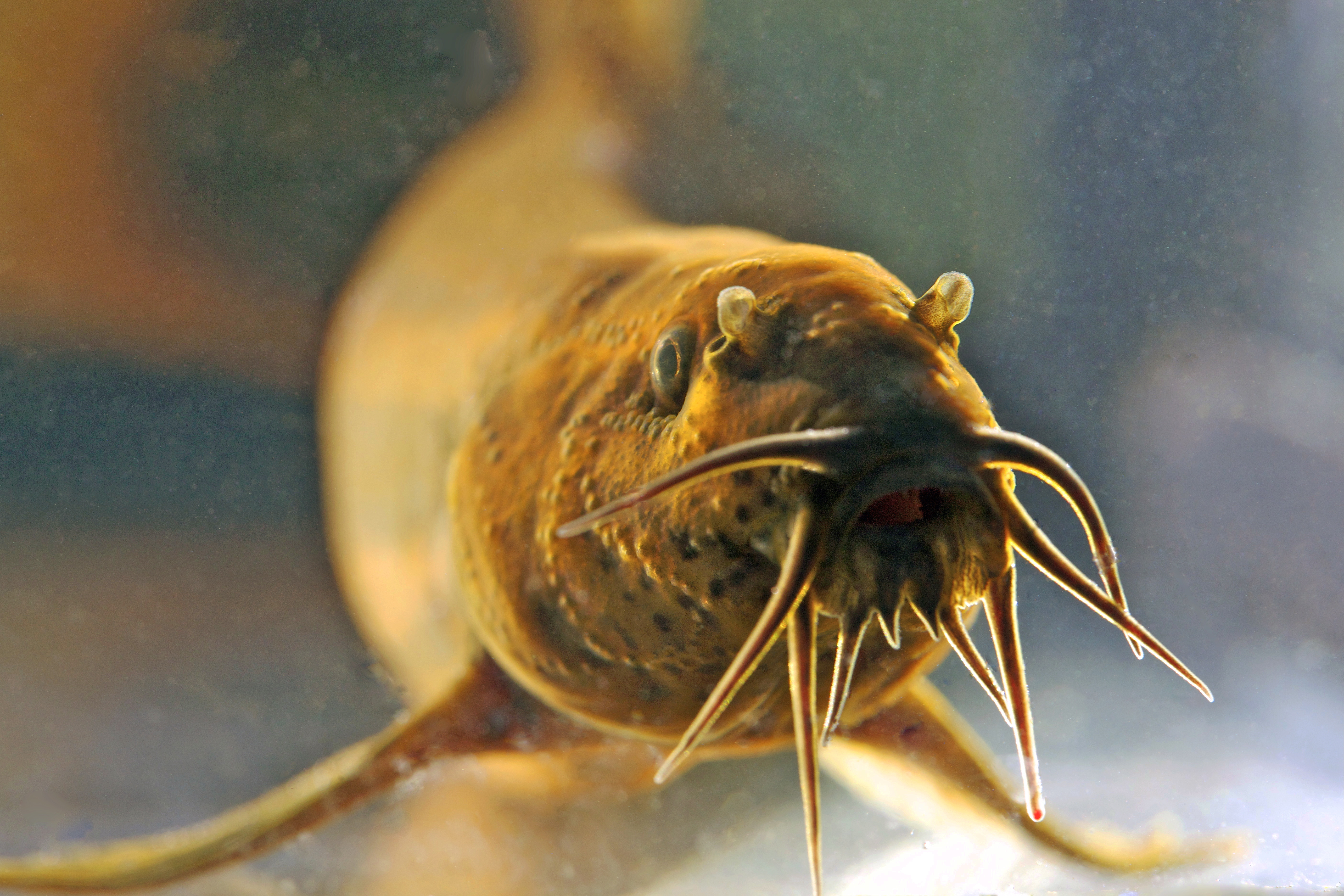
Misgurnus fossilis
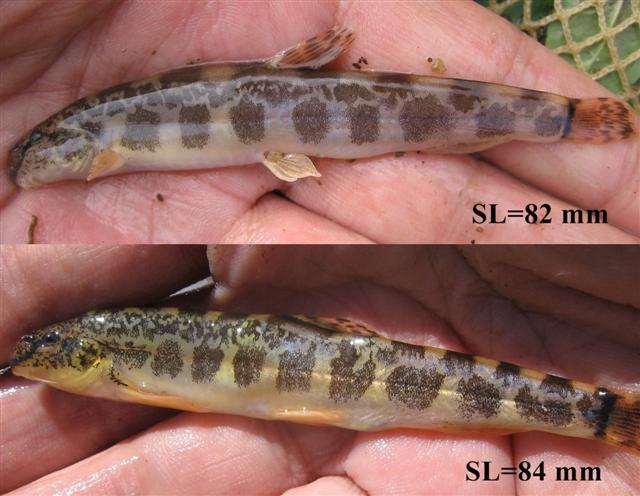
Sabanejewia bulgarica